# Ногаидели, Бесире Нуриевна
Бесире Нуриевна Ногаидели (1929 год, село Хуцубани, Кобулетский район, АССР Аджаристан, ССР Грузия — 1991 год, село Хуцубани, Кобулетский муниципалитет, Аджария, Грузия) — колхозница колхоза имени Ленина Хуцубанского сельсовета Кобулетского района, Аджарская АССР, Грузинская ССР. Герой Социалистического Труда (1949).

## Биография
Родилась в 1929 году в крестьянской семье в селе Хуцубани Кобулетского района. После окончания местной сельской школы с 1945 года трудилась рядовой колхозницей на чайной плантации в колхозе имени Ленина Кобулетского района.
В 1948 году собрала 6113 килограмма сортового чайного листа на участке площадью 0,5 гектаров. Указом Президиума Верховного Совета СССР от 28 августа 1949 удостоена звания Героя Социалистического Труда за «получение высоких урожаев сортового зелёного чайного листа и цитрусовых плодов в 1948 году» с вручением ордена Ленина и золотой медали «Серп и Молот» (№ 4670).
Этим же Указом званием Героя Социалистического Труда были также награждены труженицы совхоза имени Ленина Мерием Шукриевна Гогитидзе, Эмина Меджидовна Гогитидзе, Гулварди Хасановна Немсадзе, Этери Мамедовна Ногайдели, Мерико Мурадовна Мжанавадзе и Мерико Хасановна Отиашвили.
После выхода на пенсию проживала в родном селе Хуцубани Кобулетского района. Скончалась в 1991 году.